# Capbreton
Capbreton is een gemeente in het Franse departement Landes (regio Nouvelle-Aquitaine). De gemeente telde 9.218 inwoners op 1 januari 2022. De plaats maakt deel uit van het arrondissement Dax.
Capbreton is een badstad met een jachthaven en ook een vissershaven. Capbreton heeft een meer populair imago dan het meer elitaire Hossegor ten noorden.

## Geschiedenis
Capbreton was vanaf het einde van de 13e eeuw een vissershaven, die haar hoogtepunt bereikte in de 15e en 16e eeuw. De plaats had twee tot drieduizend inwoners en was een centrum van walvis- en later kabeljauwvangst. De vissers van Capbreton voeren tot Newfoundland en Afrika. Ook werd er per schip handel gedreven. In 1598 werd door werken onder leiding van ingenieur Louis de Foix de monding van de Adour afgeleid naar Bayonne. Hierdoor stopte geleidelijke aan de havenactiviteit.
Pas in de tweede helft van de 19e eeuw werd de vissershaven nieuw leven ingeblazen. De stad ontwikkelde zich in die periode ook als badstad. Het Préventorium Sainte-Eugénie werd geopend in 1888. De vissersactiviteit verminderde vanaf de jaren 1950 en de haven werd meer en meer omgevormd tot jachthaven.

## Geografie
De oppervlakte van Capbreton bedroeg op 1 januari 2022 21,75 vierkante kilometer; de bevolkingsdichtheid was toen 423,8 inwoners per km².
De gemeente heeft een kustlijn van zes km. Landinwaarts liggen 1300 ha bossen waarvan 500 ha in gemeentelijk bezit zijn. De Boudigau stroomt van zuid naar noord door de gemeente.
Voor de kust van Capbreton ligt de Gouf de Capbreton, een diepzeekloof tot 4000 meter diepte.
De onderstaande kaart toont de ligging van Capbreton met de belangrijkste infrastructuur en aangrenzende gemeenten.

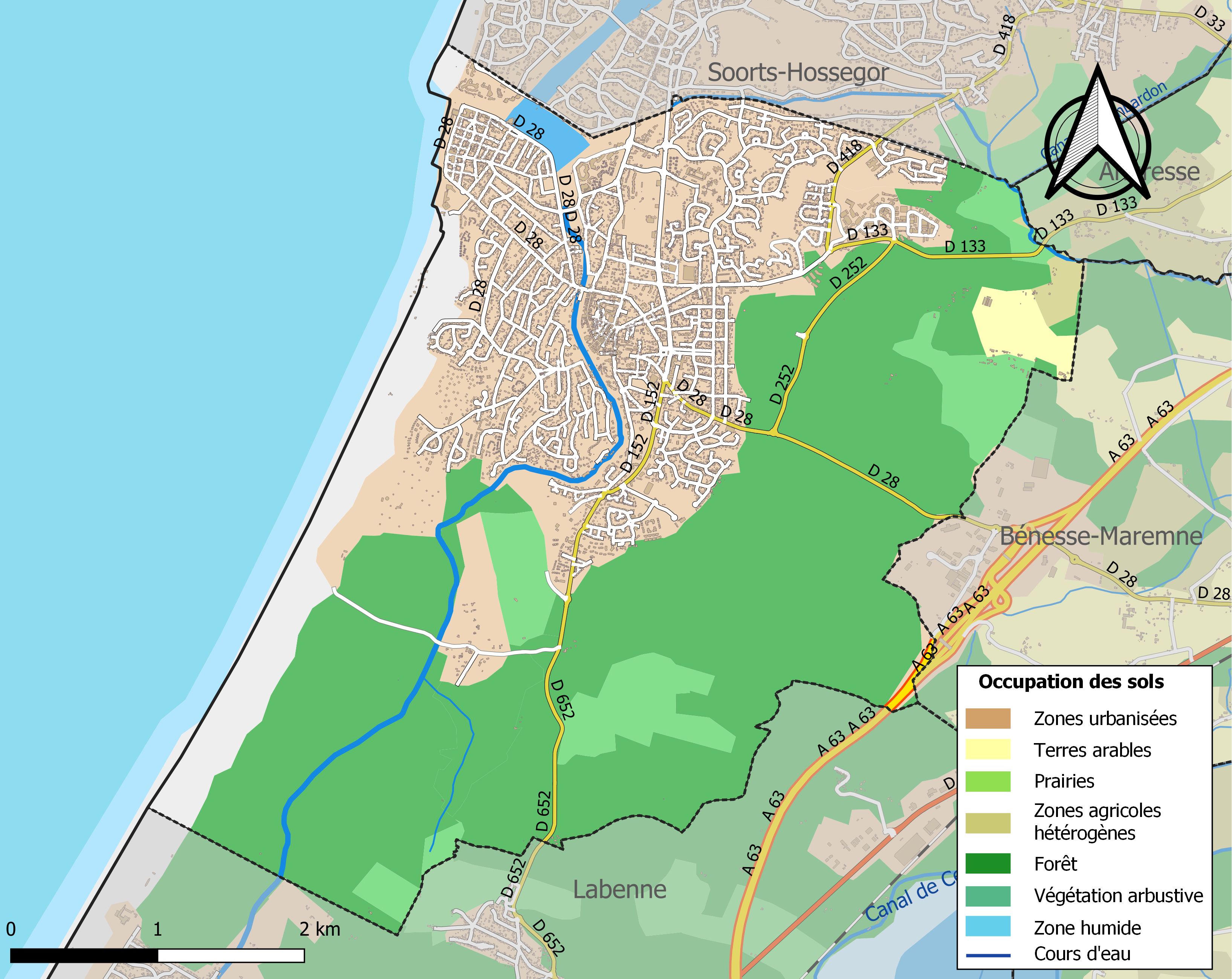

## Demografie
Onderstaande figuur toont het verloop van het inwonertal (bron: INSEE-tellingen).

## Bezienswaardigheden
De kerk Saint-Nicolas is grotendeels 19e-eeuws, maar bezit nog een gotisch portaal en een polychrome piëta uit de 15e eeuw. De Estacade is een houten pier van 189 meter lang aan de ingang van de haven, gebouwd in 1858.

## Overleden
- Mathias Morhardt (1863-1939), Zwitsers-Frans journalist, schrijver, kunstcriticus en redacteur